# برونو فيرانت
برونو فيرانت هو سياسي إيطالي، ولد في 26 أبريل 1947 في ليتشي في إيطاليا. انتخب بريفيكتوس.